# (26639) Murgaš
(26639) Murgaš ist ein Asteroid des Hauptgürtels, der am 5. Mai 2000 vom slowakischen Astronomen Peter Kušnirák an der Sternwarte Ondřejov (IAU-Code 557) in Tschechien entdeckt wurde.
Der Asteroid wurde nach dem slowakischen Maler, Erfinder und Pionier der Radiotelegraphie Jozef Murgaš (1864–1929) benannt, dessen größter Erfolg die erste erfolgreiche drahtlose Übertragung der Stimme im Jahr 1905 war.